# Vittorio Trancanelli
Vittorio Trancanelli (Spello, 26 avril 1944 – Pérouse, 24 juin 1998) était un médecin italien reconnu vénérable par l'Église catholique. 

## Biographie
Vittorio Trancanelli devient un brillant chirurgien après avoir été diplômé en médecine et chirurgie à l'Université de Pérouse. Il exercera sa profession à l'Hôpital Santa Maria della Misericordia à Pérouse. Marié à 21 ans, c'est en 1976, un mois avant la naissance de leur unique enfant, que Vittorio Trancanelli souffre de colite ulcéreuse qui, malgré une intervention chirurgicale, le fera souffrir tout au long de sa vie. Néanmoins, il continue son travail à l'hôpital avec un grand dévouement. En parallèle, c'est avec l'aide de sa femme qu'il accueillera dans le foyer familial des enfants handicapés et avec des amis, fondera l'association Alle Querce di Mamre. Vittorio Trancanelli avait une grande passion pour l'étruscologie, l'hébreu et l'étude des écrits bibliques. Engagé dans sa foi catholique, il s'activera aussi dans le dialogue judéo-chrétien. 

## Béatification
La cause pour la béatification et la canonisation de Vittorio Trancanelli débute le 24 septembre 2006 dans le diocèse de Pérouse. L'enquête diocésaine se clôture le 12 décembre 2013 puis est transférée à Rome pour être étudiée par la Congrégation pour les causes des saints. 
Le 27 février 2017, le pape François reconnaît l'héroïcité de ses vertus et le déclare vénérable.
Depuis le 8 novembre 2013 une enquête est ouverte pour reconnaître l'authenticité d'une guérison qui aurait obtenu de manière inexplicable par l'intercession de Vittorio Trancanelli, qui permettrait sa béatification. 

## Sources
- http://www.santiebeati.it/dettaglio/93083